# Spaniens U/20-fodboldlandshold
Spaniens U/20-fodboldlandshold er Spaniens landshold for fodboldspillere, som er under 20 år og administreres af Real Federación Española de Fútbol] (RFEF).